# Pointe de Marcelly
La pointe de Marcelly, ou pic du Marcelly, est un sommet du massif du Chablais en France, dans le Faucigny, sur les communes de Taninges et de Mieussy, culminant à 1 999 m d'altitude. Il est surmonté d'une croix composée de plaques de tôle, d'une hauteur totale de 13 mètres, fixée sur une dalle et maintenue par des câbles métalliques.

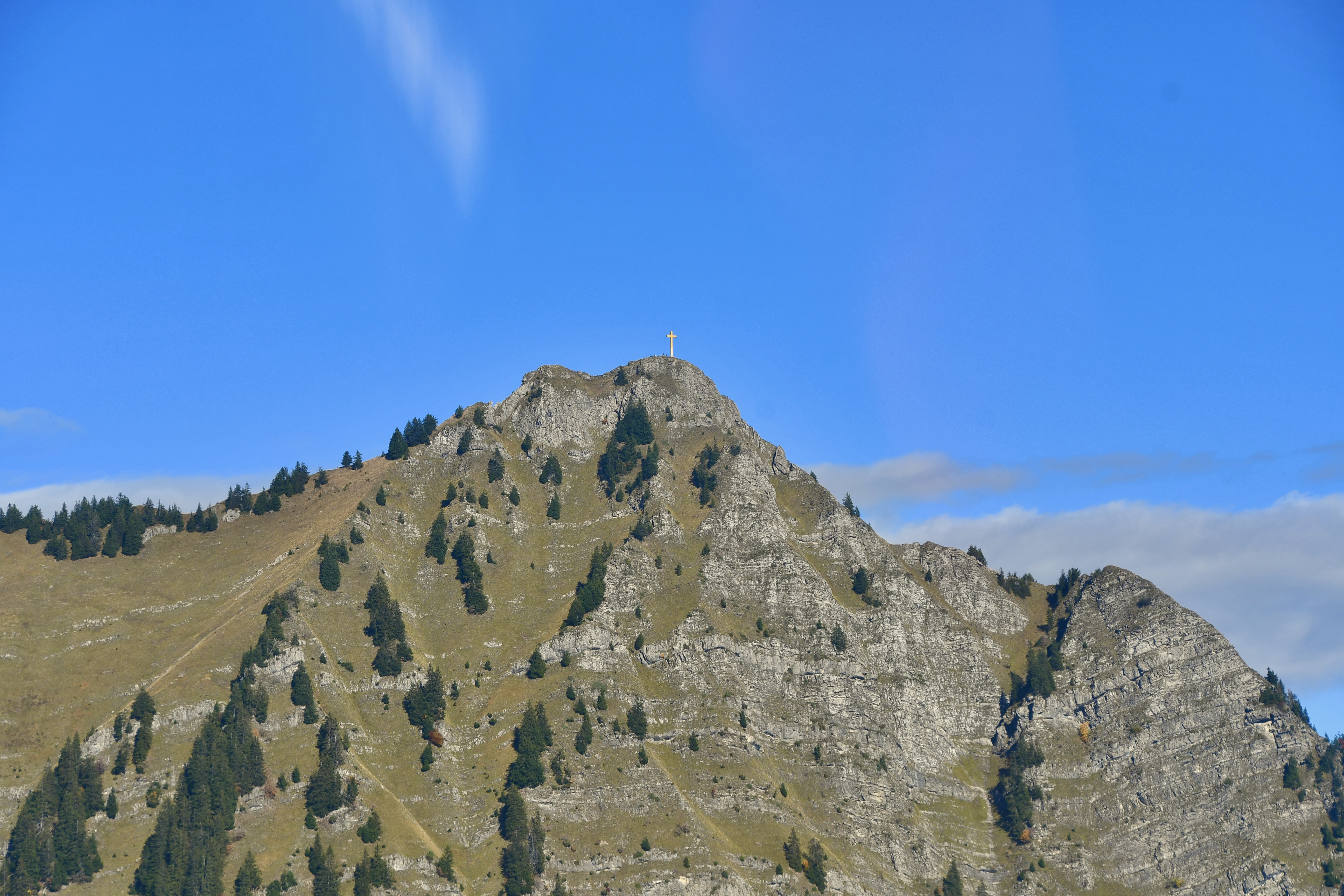
Vue aérienne du sommet.